# Боа л'Евек
Боа л'Евек (фр. Bois-l'Evêque) насеље је и општина у северној Француској у региону Горња Нормандија, у департману Приморска Сена која припада префектури Руан.
По подацима из 2011. године у општини је живело 490 становника, а густина насељености је износила 67,96 становника/km². Општина се простире на површини од 7,21 km². Налази се на средњој надморској висини од 145 метара (максималној 163 m, а минималној 100 m).

## Демографија
| 1962. | 1968. | 1975. | 1982. | 1990. | 1999. | 2011. |
| ----- | ----- | ----- | ----- | ----- | ----- | ----- |
| 161   | 175   | 202   | 260   | 290   | 368   | 490   |

График промене броја становника у току последњих година